# Copa Aerosur 2007
La Copa AeroSur 2007, fue la V edición de un torneo de fútbol organizado de forma anual auspiciado por las aerolíneas AeroSur S.A. en las ciudades de Cochabamba, La Paz y Santa Cruz de la Sierra.
En este torneo participaron equipos de la Liga y tercera división de Bolivia. El premio para el ganador consistía en pasajes gratis en la aerolínea patrocinadora, en vuelos nacionales a las sedes de todos los partidos disputados en la Liga de la siguiente temporada y 10.000 dólares americanos. Los semifinalistas recibían 5.000 dólares americanos y el 75% de descuento en los pasajes, mientras que el resto de los participantes recibieron un 50% de descuento en pasajes siempre y cuando llevasen el logo de la aerolínea patrocinadora en sus uniformes.
La versión de 2007 tuvo 3 novedades: Los empates fueron definidos por penaltis en el formato de shootouts americanos en todas las instancias del torneo; la implantación de un torneo paralelo sub-18; y un juego extra entre el campeón de este torneo y el del torneo denominado Copa AeroSur del Sur.

## 1ª Ronda
| Equipo 1                  | Agr. | Equipo 2               | Ida | Vuelta |
| ------------------------- | ---- | ---------------------- | --- | ------ |
| 31 de octubre             | 4–3  | Beni AFB               | 3–2 | 1–1    |
| Club Litoral              | 2–1  | Always Ready           | 1–1 | 1–0    |
| ABB                       | 2–0  | Universitario de Pando | 0–0 | 2–0    |
| Bolívar Nimbles           | 0–1  | Chaco Petrolero        | 0–0 | 0–1    |
| Deportivo Cristal         | 3–2  | Ferroviario F.C        | 2–2 | 1–0    |
| Universidad de Santa Cruz | 1–3  | Municipal de Tarija    | 1–1 | 0–2    |
| Real Charcas              | 2–4  | Club Unión Central     | 2–2 | 0–2    |
| Universitario de Potosí   | 3–4  | Real Cochabamba        | 1–2 | 2–2    |

## 2ª Ronda
- A esta ronda clasificaron directamente los equipos de la Copa Simón Bolívar 2006.
- Por primera vez la Academia Tahuichi Aguilera participaría en esta competición.

| Equipo 1             | Agr. | Equipo 2            | Ida | Vuelta |
| -------------------- | ---- | ------------------- | --- | ------ |
| 31 de Octubre        | 2–5  | Deportivo Cristal   | 2–4 | 0–1    |
| Fraternidad Tigres   | 1–3  | Litoral             | 1–1 | 0–2    |
| Club Atlético Ciclón | 3–1  | ABB                 | 2–1 | 1–0    |
| Oruro Royal          | 0–1  | Guabirá             | 0–0 | 0–1    |
| Chaco Petrolero      | 2–1  | Club Unión Central  | 1–1 | 1–0    |
| Vaca Díez            | 0–3  | Real Cochabamba     | 0–2 | 0–1    |
| Nacional Potosí      | 5–2  | Municipal de Tarija | 4–0 | 1–2    |
| Universitario (Beni) | 2–3  | Academia Tahuichi   | 2–2 | 0–1    |

## 3ª Ronda
- En esta ronda se enfrentaron a los ganadores de la 2ª.

| Equipo 1          | Agr. | Equipo 2             | Ida | Vuelta |
| ----------------- | ---- | -------------------- | --- | ------ |
| Academia Tahuichi | 3–2  | Guabirá              | 1–1 | 2–1    |
| Nacional Potosí   | 2–4  | Club Atlético Ciclón | 2–1 | 1–3    |
| Real Cochabamba   | 0–1  | Deportivo Cristal    | 0–0 | 0–1    |
| Chaco Petrolero   | 2–0  | Litoral              | 1–0 | 1–0    |

## Fase final
|  | Octavos de final       | Octavos de final  | Octavos de final |                   |   | Cuartos de final | Cuartos de final | Cuartos de final |  |  | Semifinales | Semifinales | Semifinales |  |  | Final | Final | Final |
|  |                        |                   |                  |                   |   |                  |                  |                  |  |  |             |             |             |  |  |       |       |       |
|  |                        |                   |                  |                   |   |                  |                  |                  |  |  |             |             |             |  |  |       |       |       |
|  |                        |                   |                  |                   |   |                  |                  |                  |  |  |             |             |             |  |  |       |       |       |
|  |                        |                   |                  |                   |   |                  |                  |                  |  |  |             |             |             |  |  |       |       |       |
|  | Deportivo Cristal      | 1                 | 0                |                   |   |                  |                  |                  |  |  |             |             |             |  |  |       |       |       |
|  | Deportivo Cristal      | 1                 | 0                |                   |   |                  |                  |                  |  |  |             |             |             |  |  |       |       |       |
|  | Oriente Petrolero      | 1                 | 3                |                   |   |                  |                  |                  |  |  |             |             |             |  |  |       |       |       |
|  | Oriente Petrolero      | 1                 | 3                | Oriente Petrolero | 4 | 2                |                  |                  |  |  |             |             |             |  |  |       |       |       |
|  |                        |                   |                  |                   | 4 | 2                |                  |                  |  |  |             |             |             |  |  |       |       |       |
|  |                        | Ciclón            | 1                | 0                 |   |                  |                  |                  |  |  |             |             |             |  |  |       |       |       |
|  | La Paz F.C.            | Ciclón            | 1                | 0                 | 2 | 2                |                  |                  |  |  |             |             |             |  |  |       |       |       |
|  | La Paz F.C.            |                   |                  |                   | 2 | 2                |                  |                  |  |  |             |             |             |  |  |       |       |       |
|  | Ciclón                 | 3                 | 2                |                   |   |                  |                  |                  |  |  |             |             |             |  |  |       |       |       |
|  | Ciclón                 | 3                 | 2                | Oriente Petrolero | 4 | 2                |                  |                  |  |  |             |             |             |  |  |       |       |       |
|  |                        |                   |                  |                   | 4 | 2                |                  |                  |  |  |             |             |             |  |  |       |       |       |
|  |                        | Bolívar           | 4                | 1                 |   |                  |                  |                  |  |  |             |             |             |  |  |       |       |       |
|  | Wilstermann            | Bolívar           | 4                | 1                 | 0 | 0                |                  |                  |  |  |             |             |             |  |  |       |       |       |
|  | Wilstermann            |                   |                  |                   | 0 | 0                |                  |                  |  |  |             |             |             |  |  |       |       |       |
|  | Bolívar                | 1                 | 0                |                   |   |                  |                  |                  |  |  |             |             |             |  |  |       |       |       |
|  | Bolívar                | 1                 | 0                | Bolívar           | 2 | 2                |                  |                  |  |  |             |             |             |  |  |       |       |       |
|  |                        |                   |                  |                   | 2 | 2                |                  |                  |  |  |             |             |             |  |  |       |       |       |
|  |                        | Real Mamoré       | 2                | 1                 |   |                  |                  |                  |  |  |             |             |             |  |  |       |       |       |
|  | Universitario de Sucre | Real Mamoré       | 2                | 1                 | 0 | 1                |                  |                  |  |  |             |             |             |  |  |       |       |       |
|  | Universitario de Sucre |                   |                  |                   | 0 | 1                |                  |                  |  |  |             |             |             |  |  |       |       |       |
|  | Real Mamoré            | 0                 | 3                |                   |   |                  |                  |                  |  |  |             |             |             |  |  |       |       |       |
|  | Real Mamoré            | 0                 | 3                | Oriente Petrolero | 2 | 0                |                  |                  |  |  |             |             |             |  |  |       |       |       |
|  |                        |                   |                  |                   | 2 | 0                |                  |                  |  |  |             |             |             |  |  |       |       |       |
|  |                        | The Strongest     | 2                | 1                 |   |                  |                  |                  |  |  |             |             |             |  |  |       |       |       |
|  | Aurora                 | The Strongest     | 2                | 1                 | 3 | 0                |                  |                  |  |  |             |             |             |  |  |       |       |       |
|  | Aurora                 |                   |                  |                   | 3 | 0                |                  |                  |  |  |             |             |             |  |  |       |       |       |
|  | Chaco Petrolero        | 4                 | 3                |                   |   |                  |                  |                  |  |  |             |             |             |  |  |       |       |       |
|  | Chaco Petrolero        | 4                 | 3                | Chaco Petrolero   | 3 | 1                |                  |                  |  |  |             |             |             |  |  |       |       |       |
|  |                        |                   |                  |                   | 3 | 1                |                  |                  |  |  |             |             |             |  |  |       |       |       |
|  |                        | Academia Tahuichi | 2                | 0                 |   |                  |                  |                  |  |  |             |             |             |  |  |       |       |       |
|  | Blooming               | Academia Tahuichi | 2                | 0                 | 3 | 0                |                  |                  |  |  |             |             |             |  |  |       |       |       |
|  | Blooming               |                   |                  |                   | 3 | 0                |                  |                  |  |  |             |             |             |  |  |       |       |       |
|  | Academia Tahuichi(g)   | 2                 | 1                |                   |   |                  |                  |                  |  |  |             |             |             |  |  |       |       |       |
|  | Academia Tahuichi(g)   | 2                 | 1                | Chaco Petrolero   | 0 | 2                |                  |                  |  |  |             |             |             |  |  |       |       |       |
|  |                        |                   |                  |                   | 0 | 2                |                  |                  |  |  |             |             |             |  |  |       |       |       |
|  |                        | The Strongest     | 2                | 3                 |   |                  |                  |                  |  |  |             |             |             |  |  |       |       |       |
|  | Real Potosí            | The Strongest     | 2                | 3                 | 0 | 0                |                  |                  |  |  |             |             |             |  |  |       |       |       |
|  | Real Potosí            |                   |                  |                   | 0 | 0                |                  |                  |  |  |             |             |             |  |  |       |       |       |
|  | San José               | 1                 | 1                |                   |   |                  |                  |                  |  |  |             |             |             |  |  |       |       |       |
|  | San José               | 1                 | 1                | San José          | 1 | 0                |                  |                  |  |  |             |             |             |  |  |       |       |       |
|  |                        |                   |                  |                   | 1 | 0                |                  |                  |  |  |             |             |             |  |  |       |       |       |
|  |                        | The Strongest     | 0                | 3                 |   |                  |                  |                  |  |  |             |             |             |  |  |       |       |       |
|  | The Strongest          | The Strongest     | 0                | 3                 | 1 | 2                |                  |                  |  |  |             |             |             |  |  |       |       |       |
|  | The Strongest          |                   |                  |                   | 1 | 2                |                  |                  |  |  |             |             |             |  |  |       |       |       |
|  | Destroyers             | 1                 | 0                |                   |   |                  |                  |                  |  |  |             |             |             |  |  |       |       |       |

- Nota: En cada llave, el equipo ubicado en la primera línea es el que ejerce la localía en el partido de ida.

### Semifinal
| Equipo 1          | Agr. | Equipo 2        | Ida | Vuelta |
| ----------------- | ---- | --------------- | --- | ------ |
| Oriente Petrolero | 6–5  | Club Bolívar    | 4–4 | 2–1    |
| The Strongest     | 5–2  | Chaco Petrolero | 2–0 | 3–2    |

### Final
| Equipo 1      | Agr. | Equipo 2          | Ida | Vuelta |
| ------------- | ---- | ----------------- | --- | ------ |
| The Strongest | 3–2  | Oriente Petrolero | 2–2 | 1–0    |

| Campeón 2007 The Strongest Primer Título |